# Drikus Hancke

a Compétitions nationales et continentales officielles uniquement.

Dernière mise à jour le 14 octobre 2013.
Drikus Hancke, né le 14 décembre 1978 à Uitenhage en Afrique du Sud, est un joueur sud-africain de rugby à XV évoluant au poste de deuxième ligne. Il évolue au Montpellier Hérault rugby où il est arrivé en novembre 2005 comme joker médical jusqu'à sa retraite en 2013. S'il a fait partie du squad des Stormers en 2002, il n'a pas disputé le moindre match de Super 12.

## Biographie
Ayant mis fin à sa carrière de joueur en 2013, Drikus Hancke entraine aujourd’hui les crabos du Montpellier Hérault rugby.

## Palmarès
- Vice-champion de France en 2011 avec le Montpellier Hérault rugby.